# NK Hrvatski Bojovnik Mokrice Miholečke
Nogometni klub "Hrvatski Bojovnik" Mokrice (NK "Hrvatski Bojovnik"; NK "Hrvatski Bojovnik" Mokrice; Hrvatski Bojovnik" Mokrice Miholečke) je nogometni klub iz Mokrica Miholečkih, općina Sveti Petar Orehovec, Koprivničko-križevačka županija, Republika Hrvatska. 
 
U sezoni 2020./21. "Hrvatski dragovoljac" se natjecao u "2. ŽNL Koprivničko-križevačkoj", ligi šestog stupnja hrvatskog nogometnog prvenstva. 

Klupska boja je crna. 

## O klubu
Nogometni klub u Mokricama Miholečkim (mjesto koje je potpadalo po župu Miholec, odnosno tadašnju općinu Križevci) je osnovan 1986. godine pod imenom "Dinamo" (odnosno "Dinamo Mokrice"), te se natjecao u "Općinskoj nogometnoj ligi Križevci". Početkom Domovinskog rata klub prestaje s djelovanjem. 
 
Do obnove rada "Dinama" dolazi 2002. godine, te klub počinje s natjecanjem u "4. ŽNL Koprivničko-križevačkoj". 2004. godine klub mijenja ime u NK "Hrvatski Bojovnik" ("Hrvatski Bojovnik" Mokrice), te klub nadalje nastupa u županijskim ligama Nogometnog saveza Koprivničko-križevačke županije. 
 
Klub koristi vlastito igralište, koje ima i reflektore za potrebe treninga.

## Uspjesi
3. ŽNL Koprivničko-križevačka
- drugoplasirani: 2005./06., 2006./07.

4. ŽNL Koprivničko-križevačka
- drugoplasirani: 2003./04.

## Pregled plasmana po sezonama
| sezona                                        | rang lige               | liga                          | dio lige                | poz.                    | klubova u ligi          | ut                      | pob                     | ner                     | por                     | gol+                    | gol-                    | bod                     | napomene                                    | izvori                  |
| Dinamo / Dinamo Mokrice                       | Dinamo / Dinamo Mokrice | Dinamo / Dinamo Mokrice       | Dinamo / Dinamo Mokrice | Dinamo / Dinamo Mokrice | Dinamo / Dinamo Mokrice | Dinamo / Dinamo Mokrice | Dinamo / Dinamo Mokrice | Dinamo / Dinamo Mokrice | Dinamo / Dinamo Mokrice | Dinamo / Dinamo Mokrice | Dinamo / Dinamo Mokrice | Dinamo / Dinamo Mokrice | Dinamo / Dinamo Mokrice                     | Dinamo / Dinamo Mokrice |
| --------------------------------------------- | ----------------------- | ----------------------------- | ----------------------- | ----------------------- | ----------------------- | ----------------------- | ----------------------- | ----------------------- | ----------------------- | ----------------------- | ----------------------- | ----------------------- | ------------------------------------------- | ----------------------- |
| 2002./03.                                     | VII.                    | 4. ŽNL Koprivničko-križevačka |                         | 5.                      | 14                      | 26                      | 14                      | 4                       | 8                       | 80                      | 42                      | 46                      |                                             |                         |
| Dinamo / Hrvatski Bojovnik                    |                         |                               |                         |                         |                         |                         |                         |                         |                         |                         |                         |                         |                                             |                         |
| 2003./04.                                     | VII.                    | 4. ŽNL Koprivničko-križevačka |                         | 2.                      | 13                      | 24                      | 12                      | 8                       | 4                       | 81                      | 22                      | 44                      |                                             |                         |
| Hrvatski Bojovnik / Hrvatski Bojovnik Mokrice |                         |                               |                         |                         |                         |                         |                         |                         |                         |                         |                         |                         |                                             |                         |
| 2004./05.                                     | VI.                     | 3. ŽNL Koprivničko-križevačka |                         | 7.                      | 14                      | 26                      | 10                      | 6                       | 8                       | 54                      | 41                      | 38                      |                                             |                         |
| 2005./06.                                     | VI.                     | 3. ŽNL Koprivničko-križevačka |                         | 2.                      | 14                      | 26                      | 18                      | 6                       | 2                       | 81                      | 25                      | 60                      |                                             |                         |
| 2006./07.                                     | VII.                    | 3. ŽNL Koprivničko-križevačka |                         | 2.                      | 14                      | 26                      | 19                      | 3                       | 4                       | 75                      | 29                      | 60                      |                                             |                         |
| 2007./08.                                     | VI.                     | 2. ŽNL Koprivničko-križevačka |                         | 4.                      | 14                      | 26                      | 13                      | 8                       | 5                       | 53                      | 31                      | 47                      |                                             |                         |
| 2008./09.                                     | VI.                     | 2. ŽNL Koprivničko-križevačka |                         | 8.                      | 14                      | 26                      | 10                      | 3                       | 13                      | 49                      | 50                      | 33                      |                                             |                         |
| 2009./10.                                     | VI.                     | 2. ŽNL Koprivničko-križevačka |                         | 7.                      | 14                      | 26                      | 11                      | 4                       | 11                      | 49                      | 43                      | 37                      |                                             |                         |
| 2010./11.                                     | VI.                     | 2. ŽNL Koprivničko-križevačka |                         | 7.                      | 13.                     | 24                      | 8                       | 8                       | 8                       | 47                      | 49                      | 32                      |                                             |                         |
| 2011./12.                                     | V.                      | 2. ŽNL Koprivničko-križevačka |                         | 12.                     | 14                      | 26                      | 8                       | 5                       | 13                      | 42                      | 58                      | 29                      |                                             |                         |
| 2012./13.                                     | V.                      | 2. ŽNL Koprivničko-križevačka |                         | 10.                     | 14                      | 26                      | 7                       | 8                       | 11                      | 48                      | 56                      | 29                      |                                             |                         |
| 2013./14.                                     | V.                      | 2. ŽNL Koprivničko-križevačka |                         | 11.                     | 14                      | 26                      | 8                       | 2                       | 16                      | 43                      | 67                      | 26                      |                                             |                         |
| 2014./15.                                     | VI.                     | 2. ŽNL Koprivničko-križevačka |                         | 10.                     | 14                      | 26                      | 10                      | 4                       | 12                      | 48                      | 57                      | 34                      |                                             |                         |
| 2015./16.                                     | VI.                     | 2. ŽNL Koprivničko-križevačka |                         | 10.                     | 14                      | 26                      | 7                       | 5                       | 14                      | 43                      | 64                      | 26                      |                                             |                         |
| 2016./17.                                     | VI.                     | 2. ŽNL Koprivničko-križevačka |                         | 8.                      | 14                      | 26                      | 10                      | 0                       | 16                      | 53                      | 71                      | 30                      |                                             |                         |
| 2017./18.                                     | VI.                     | 2. ŽNL Koprivničko-križevačka |                         | 11.                     | 14                      | 26                      | 8                       | 5                       | 13                      | 42                      | 55                      | 29                      |                                             |                         |
| 2018./19.                                     | VI.                     | 2. ŽNL Koprivničko-križevačka |                         | 6.                      | 14                      | 25                      | 10                      | 6                       | 9                       | 58                      | 42                      | 36                      |                                             |                         |
| 2019./20.                                     | VI.                     | 2. ŽNL Koprivničko-križevačka |                         | 8.                      | 14                      | 13                      | 6                       | 1                       | 6                       | 18                      | 25                      | 19                      | prvenstvo prekinuto radi pandemije COVID-19 |                         |
| 2020./21.                                     | VI.                     | 2. ŽNL Koprivničko-križevačka |                         | 11.                     | 14                      | 26                      | 9                       | 2                       | 15                      | 53                      | 72                      | 29                      |                                             |                         |
|                                               |                         |                               |                         |                         |                         |                         |                         |                         |                         |                         |                         |                         |                                             |                         |
|                                               |                         |                               |                         |                         |                         |                         |                         |                         |                         |                         |                         |                         |                                             |                         |

## Vanjske poveznice
- NK Hrvatski Bojovnik, facebook stranica
- blog.dnevnik.hr/hrbojovnik, NK Hrvatski Bojovnik Mokrice
- (engl.) sofascore.com, NK Hrvatski Bojovnik
- sportilus.com, NOGOMETNI KLUB HRVATSKI BOJOVNIK MOKRICE